# Cephalastor abraham
Cephalastor abraham är en stekelart som beskrevs av Garcete-barrett 2001. Cephalastor abraham ingår i släktet Cephalastor och familjen Eumenidae. Inga underarter finns listade.